# Kleinsporige weidechampignon
De kleinsporige weidechampignon (Agaricus moellerianus) is een schimmel behorend tot de familie Agaricaceae. Hij leeft saprotroof op de grond. Hij groeit in kleine groepen of solitair in graslanden, dijkhellingen, langs wegen of in voedselarme weilanden.

## Kenmerken

### Uiterlijke kenmerken
Hoed
De hoed is eerst bolvormig en groeit dan uit naar vlak-convex, soms met een naar binnen gebogen rand. Hij is wit tot geelachtig van kleur, maar wordt geel bij aanraking of beschadiging en uiteindelijk bleekgeel. 
Lamellen
De dicht opeengepakte lamellen zijn aanvankelijk felroze, later verkleurend naar rozebruin met een hele rand. De cilindrische tot taps toelopende steel, meestal met een ringzone, vertoont geen verkleuring bij aanraking en is wit.
Geur
Hij heeft een zwakke amandelgeur.

### Microscopische kenmerken
De sporen zijn ellipsoïde, zonder kiempore en meten 6,2-7,1 × 4,1-5,1 µm. De basidia zijn 4-sporig en meten 22-27 bij 7,0-8,0 µm. De rand van de lamellen is vruchtbaar zonder cheilocystidia, maar soms zijn enkele steriele basidia aanwezig. Het oppervlak van de hoed bestaat uit een iets onregelmatige cutis van hyfen van 3,5-7,0 micrometer breed, geleidelijk overgaand in het vlees van de hoed, met geelachtig intracellulair en parietair pigment. De cutis van de steel bestaat uit soms vertakte hyfen van 4,5-8,5 micrometer breed met cilindrische elementen en bleekgeel intracellulair pigment, met cilindrische, tot 8,5 micrometer brede eindelementen.

## Verspreiding
In Nederland komt de kleinsporige weidechampignon zeldzaam voor.